# Clássico do Rei
O Clássico do Rei é como são chamados os confrontos entre Santos Futebol Clube e Club de Regatas Vasco da Gama, que representam um grande clássico interestadual entre duas das maiores equipes dos estados de São Paulo e do Rio de Janeiro, respectivamente.
O clássico confronta as duas equipes que possuem maior relação histórica com o chamado Rei do Futebol. Pelé atuou a maior parte de sua carreira pelo Santos, e declarou reiteramente ser torcedor vascaíno desde a infância. Além disso, um episódio marcante na trajetória do Rei se deu ainda no início de sua carreira, quando atuou pela primeira vez no Estádio do Maracanã, vestindo a camisa cruzmaltina, em um combinado formado por Vasco e Santos.

## História
A primeira partida entre Santos e Vasco ocorreu no dia 21 de abril de 1927, no jogo inaugural do estádio São Januário, e terminou com vitória santista por 5 a 3. Já a primeira partida oficial aconteceu no dia 30 de julho de 1933, em confronto válido pelo Torneio Rio–São Paulo, novamente em São Januário, terminando com goleada vascaína por 4 a 0. 

## Estatísticas
| Tipo               | Competição             | Partidas | Vitórias do Santos | Empates | Vitórias do Vasco |
| ------------------ | ---------------------- | -------- | ------------------ | ------- | ----------------- |
| Continental        | Supercopa Libertadores | 2        | 0                  | 0       | 2                 |
| Nacional           | Campeonato Brasileiro  | 75       | 28                 | 24      | 23                |
| Nacional           | Copa do Brasil         | 4        | 2                  | 1       | 1                 |
| Interestadual      | Torneio Rio–São Paulo  | 24       | 7                  | 7       | 10                |
| Partidas amistosas | Partidas amistosas     | 26       | 9                  | 6       | 11                |
| Total              | Total                  | 131      | 46                 | 38      | 47                |

Última atualização: 17 de agosto de 2025. Fonte: Acervo Histórico do Santos FC

### Maiores goleadas
A favor do Santos:
- Santos 5–1 Vasco da Gama (2 de março de 1961, Pacaembu; Torneio Rio–São Paulo)
- Santos 5–1 Vasco da Gama (1 de dezembro de 1965, Pacaembu; Campeonato Brasileiro)
- Santos 4–0 Vasco da Gama (9 de dezembro de 1971, Pacaembu; Campeonato Brasileiro)
- Santos 4–1 Vasco da Gama (1 de outubro de 2023, Vila Belmiro; Campeonato Brasileiro)

A favor do Vasco da Gama:
- Vasco da Gama 6–0 Santos (17 de agosto de 2025, Morumbis; Campeonato Brasileiro)
- Vasco da Gama 5–1 Santos (17 de outubro de 1970, Maracanã; Campeonato Brasileiro)
- Vasco da Gama 4–0 Santos (30 de julho de 1933, São Januário; Torneio Rio–São Paulo)
- Vasco da Gama 4–0 Santos (19 de novembro de 1988, São Januário; Campeonato Brasileiro)
- Vasco da Gama 4–0 Santos (4 de julho de 2007, São Januário; Campeonato Brasileiro)

## Confrontos eliminatórios

### Finais
- O Santos venceu o Vasco da Gama na final do Campeonato Brasileiro de 1965.
- O Vasco da Gama venceu o Santos na final do Torneio Rio–São Paulo de 1999.

### Outros confrontos
- O Santos eliminou o Vasco da Gama nas quartas de final do Torneio Rio–São Paulo de 1997.
- O Santos eliminou o Vasco da Gama nas oitavas de final da Copa do Brasil de 2016.
- O Santos eliminou o Vasco da Gama na 4ª fase da Copa do Brasil de 2019.